# Leonardo Diebold
Leonardo Diebold (Buenos Aires, 3 de enero de 1969) es un ex-baloncestista argentino. Formado en la cantera del club Círculo General Urquiza de Buenos Aires, hizo una larga carrera como jugador profesional, desempeñándose siempre como base. En la Liga Nacional de Básquet actuó durante 16 temporadas, terminando en tres ocasiones como el líder de pelotas robadas del certamen. Vistió la camiseta de la selección de básquetbol de Argentina solamente en el Campeonato Sudamericano de Baloncesto Juvenil de 1988, en el que su equipo terminaría obteniendo el primer puesto.

## Trayectoria

### Clubes
| Club                                     | País      | Año         |
| ---------------------------------------- | --------- | ----------- |
| Deportivo San Andrés                     | Argentina | 1987 - 1991 |
| Boca Juniors                             | Argentina | 1991 - 1993 |
| River Plate                              | Argentina | 1993 - 1994 |
| Obras Sanitarias                         | Argentina | 1995 - 1997 |
| Quilmes de Mar del Plata                 | Argentina | 1997 - 1998 |
| Ferro                                    | Argentina | 1998 - 1999 |
| Estudiantes de Bahía Blanca              | Argentina | 1999 - 2000 |
| Gimnasia y Esgrima de Comodoro Rivadavia | Argentina | 2000 - 2002 |
| Peñarol de Mar del Plata                 | Argentina | 2002 - 2004 |
| Estudiantes de Olavarría                 | Argentina | 2004 - 2005 |
| Ferro                                    | Argentina | 2005 - 2006 |
| Ciudad de Bragado                        | Argentina | 2006 - 2007 |
| Sportivo Escobar                         | Argentina | 2007 - 2008 |